# 2026 en fantasy
| Années de la fantasy : 2023 - 2024 - 2025 - 2026 - 2027 - 2028 - 2029    |
| Décennies de la fantasy : 1990 - 2000 - 2010 - 2020 - 2030 - 2040 - 2050 |

L'année 2026 est marquée, dans le domaine de la fantasy, par les événements suivants.